# Razziegalan 2007
Razziegalan 2007 var den 27:e upplagan av Golden Raspberry Awards och hölls 24 februari 2007. Galan hölls i vanlig ordning dagen före Oscarsgalan, och gav pris till de sämsta insatserna under 2006.

## Vinnare och nominerade
| Sämsta film | Sämsta regissör |
| --- | --- |

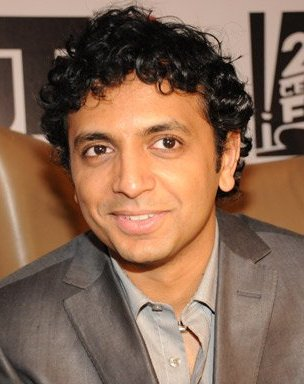
M. Night Shyamalan,
Sämsta regissör &
Sämsta manliga biroll

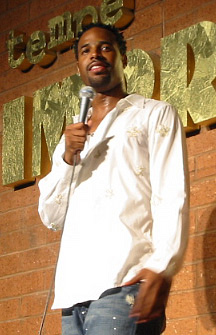
Shawn Wayans,
Sämsta manliga skådespelare (Delad)

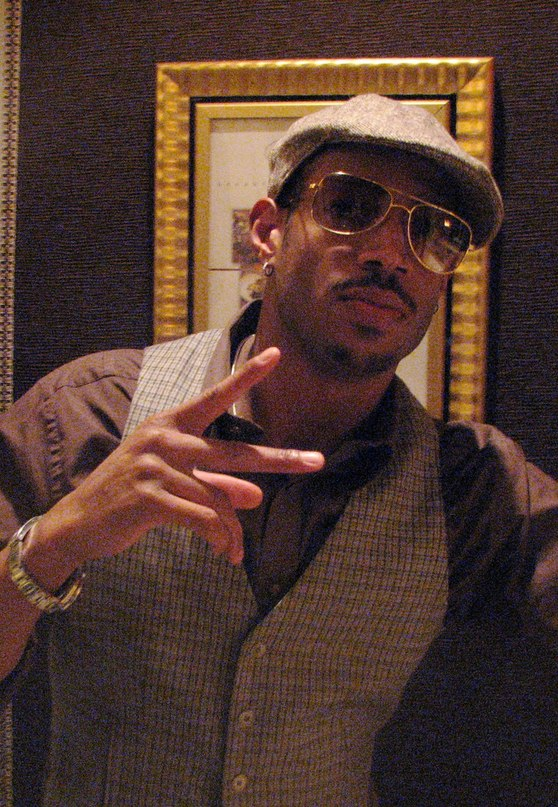
Marlon Wayans,
Sämsta manliga skådespelare (Delad)

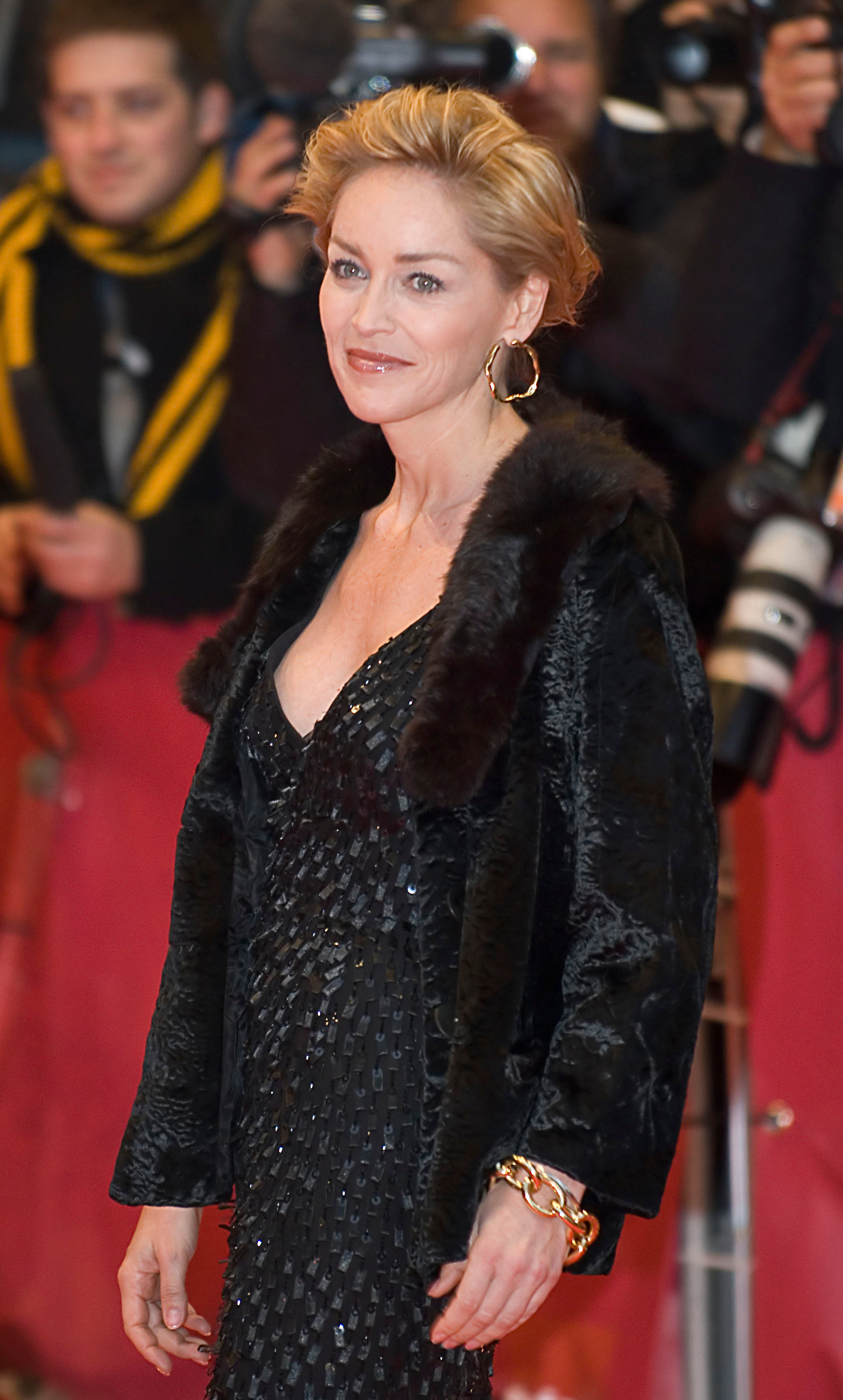
Sharon Stone,
Sämsta kvinnliga skådespelare

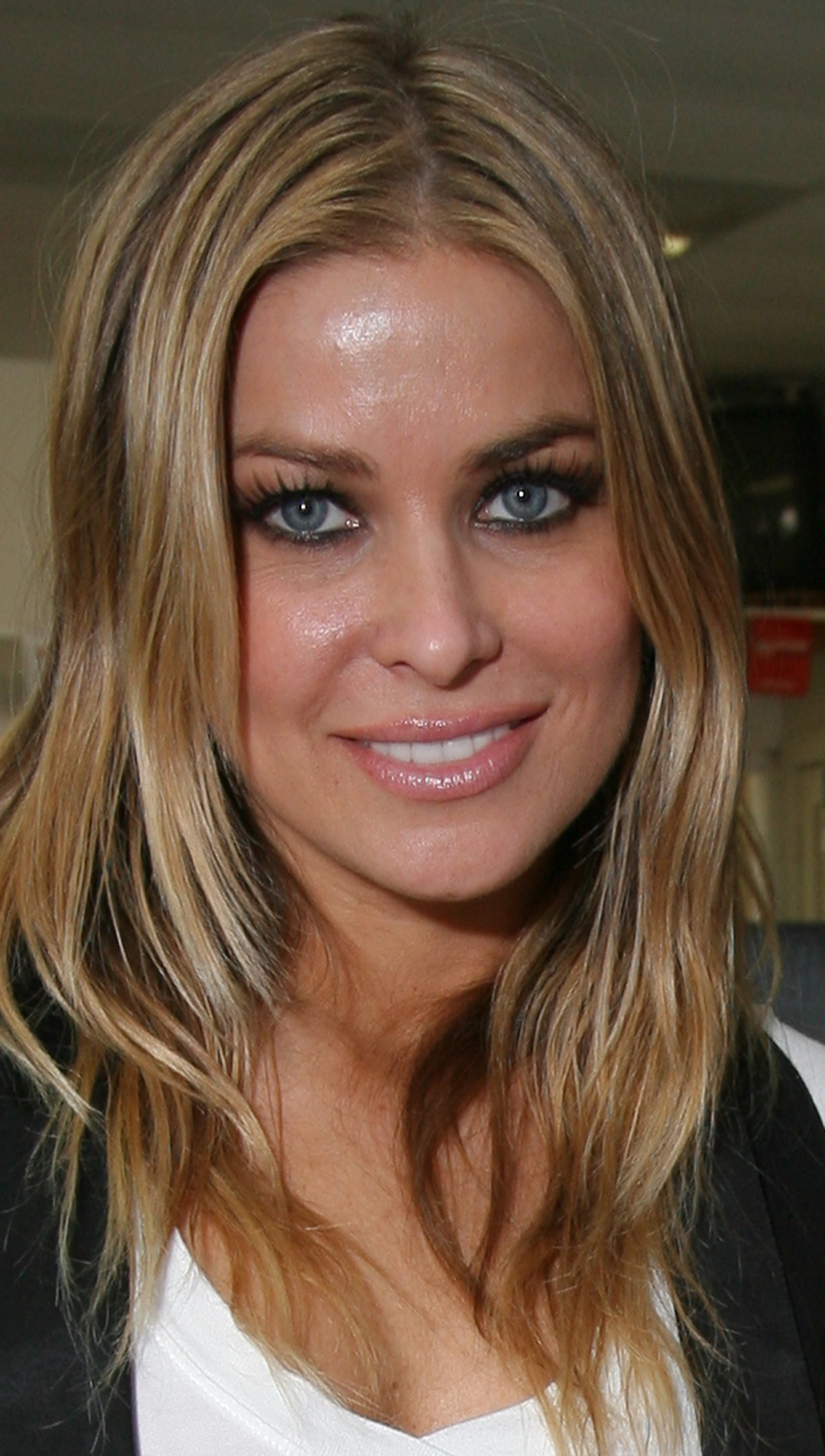
Carmen Electra,
Sämsta kvinnliga biroll

| - Basic Instinct 2 – Sony / Columbia - Blood Rayne – Romar Entertainment - Lady in the Water – Warner Bros. - Little Man – Sony / Revolution - The Wicker Man – Warner Bros.                                                                                               | - M. Night Shyamalan – Lady in the Water - Uwe Boll – Blood Rayne - Michael Caton-Jones – Basic Instinct 2 - Ron Howard – Da Vinci-koden - Keenen Ivory Wayans – Little Man |
| Sämsta manliga skådespelare | Sämsta kvinnliga skådespelare |
| - Marlon Wayans och Shawn Wayans – Little Man - Tim Allen – The Santa Clause 3: The Escape Clause, The Shaggy Dog och Zoom - Nicolas Cage – The Wicker Man - Larry the Cable Guy – Larry the Cable Guy: Health Inspector - Rob Schneider – The Benchwarmers och Little Man | - Sharon Stone – Basic Instinct 2 - Hilary och Haylie Duff – Material Girls - Lindsay Lohan – Just My Luck - Kristanna Loken – Blood Rayne - Jessica Simpson – Employee of the Month |
| Sämsta manliga biroll | Sämsta kvinnliga biroll |
| - M. Night Shyamalan – Lady in the Water - Danny DeVito – En lysande jul - Ben Kingsley – Blood Rayne - Martin Short – The Santa Clause 3: The Escape Clause - David Thewlis – Basic Instinct 2 och The Omen                                                               | - Carmen Electra – Date Movie och Scary Movie 4 - Kate Bosworth – Superman Returns - Kristin Chenoweth – En lysande jul, Rosa pantern och Familj på väg - Jenny McCarthy – John Tucker Must Die - Michelle Rodríguez – Blood Rayne                                                              |
| Sämsta manus | Sämsta filmpar |
| - Basic Instinct 2 – Leora Barish och Henry Bean - Blood Rayne – Guinevere Turner - Lady in the Water – M. Night Shyamalan - Little Man – Keenen Ivory Wayans, Marlon Wayans och Shawn Wayans - The Wicker Man – Neil LaBute                                               | - Shawn Wayans och antingen Kerry Washington eller Marlon Wayans i Little Man - Tim Allen och Martin Short i The Santa Clause 3: The Escape Clause - Nicolas Cage och hans björndräkt i The Wicker Man - Hilary och Haylie Duff i Material Girls - Sharon Stones skeva bröst i Basic Instinct 2 |
| Sämsta nyinspelning eller rip-off | Sämsta prequel eller uppföljare |
| - Little Man (rip-off av Snurre Sprätt-filmen Baby Buggy Bunny från 1954) - Rosa pantern - Poseidon - The Shaggy Dog - The Wicker Man | - Basic Instinct 2 - Big Mommas hus 2 - Gustaf 2 - The Santa Clause 3: The Escape Clause - The Texas Chainsaw Massacre: The Beginning |
| Sämsta ursäkten för familjefilm | |
| - Familj på väg - En lysande jul - Gustaf 2 - The Santa Clause 3: The Escape Clause - The Shaggy Dog | |

### Filmer med flera vinster
| Vinster | Film              |
| ------- | ----------------- |
| 4       | Basic Instinct 2  |
| 3       | Little Man        |
| 2       | Lady in the Water |